# István Muskatal
István Muskatal (* 23. April 1986 in Gyöngyös, Ungarn) ist ein ungarischer Biathlet, der überwiegend im Sommerbiathlon startet.
Der in Gyöngyössolymos beheimatete Muskatal betreibt seit 2003 Biathlon und ist seit 2004 Mitglied der ungarischen Auswahl. Er startet für Honvéd Zalka Gyöngyös. Erstmals nahm Muskatal als Junior an den Sommer-Biathlon-Weltmeisterschaften 2003 in Forni Avoltri teil. Seine erste Teilnahme im Senioren-Bereich hatte István Muskatal 2008 in Haute Maurienne.
Obwohl er überwiegend im Sommer im Cross startet, nahm Muskatal auch am Biathlon-Weltcup auf Schnee teil. Seine beste Platzierung war der 95. Rang beim Sprint in Lahti in der Saison 2006/2007. Daneben gehörte István Muskatal, gemeinsam mit Imre Tagscherer, Karoly Gombos und Balasz Gond, zur ersten ungarischen Biathlon-Staffel der Männer seit 11 Jahren, die in Östersund 2009 an den Start ging.

## Platzierungen im Biathlon-Weltcup
Die Tabelle zeigt alle Platzierungen (je nach Austragungsjahr einschließlich Olympische Spiele und Weltmeisterschaften).
- 1.–3. Platz: Anzahl der Podiumsplatzierungen
- Top 10: Anzahl der Platzierungen unter den ersten zehn (einschließlich Podium)
- Punkteränge: Anzahl der Platzierungen innerhalb der Punkteränge (einschließlich Podium und Top 10)
- Starts: Anzahl gelaufener Rennen in der jeweiligen Disziplin

| Platzierung                      | Einzel | Sprint | Verfolgung | Massenstart | Staffel | Gesamt |
| -------------------------------- | ------ | ------ | ---------- | ----------- | ------- | ------ |
| 1. Platz                         |        |        |            |             |         |        |
| 2. Platz                         |        |        |            |             |         |        |
| 3. Platz                         |        |        |            |             |         |        |
| Top 10                           |        |        |            |             |         |        |
| Punkteränge                      |        |        |            |             | 1       | 1      |
| Starts                           | 1      | 4      |            |             | 1       | 6      |
| Stand: nach der Saison 2010/2011 |        |        |            |             |         |        |